# Wody kondensacyjne
Wody kondensacyjne – wody podziemne, powstające w wyniku kondensacji pary wodnej z atmosfery w przypowierzchniowych warstwach gruntu. 
Proces kondensacji zachodzi najbardziej intensywniej w nocy – w ciągu dnia na skutek insolacji wierzchnia warstwa gruntu mocno się nagrzewa. W nocy natomiast grunt bardzo szybko się schładza i gdy temperatura osiągnie punkt rosy, rozpoczyna się kondensacja pary wodnej zawartej w powietrzu. Zazwyczaj w wyniku tego procesu powstaje bardzo niewielka ilość wody, a dodatkowo większość z niej ponownie odparowuje w ciągu dnia.
Współcześnie wody kondensacyjne mają znaczenie tylko na terenach o dużej dobowej amplitudzie temperatur (pustynie, półpustynie, stepy), gdzie stanowią nawet do 50% wód podziemnych.
Teorię o kondensacyjnym pochodzeniu wód podziemnych zapoczątkował w starożytności Arystoteles i przez wiele lat była teorią dominującą. Przywołana została przez Kartezjusza, a w późniejszych wiekach (do XIX w.) rozwijali ją różni naukowcy, m.in. Maurice Lugeon czy Aleksandr Lebiediew.